# 年中行事障子
年中行事障子（ねんじゅうぎょうじのしょうじ）とは、内裏清涼殿にあった衝立障子のこと。宮中で行われる年中行事の名を書き記したもの。

## 解説
年中行事障子は清涼殿の弘廂にあり、上戸（かみのと：殿上の間への出入りに利用する扉）に向けて立てられていた。『禁秘抄』には年中行事障子について、「上戸に向って之を立つ。春東方なり。一人置きて路の程に之を立つ」とある。「春東方」とはこの障子の面を東方（五行では春）に向けて立てるということであり、「一人置きて」云々は上戸から人ひとりが通れるぐらいに離して置かれたということである。この障子は仁和元年5月25日（885年7月11日）に藤原基経が調進したのがはじめで、殿上の諸臣に行事の日程を知らせ、その用意をさせるためのものであったという。
障子には絹を張り、両面に表は正月から6月まで、裏は7月から12月までの年中行事284条の名目が記され、毎月決まって行なわれる行事（月中行事）など9条が12月のあとに記される。公事国忌などで廃されたものはその印として点を付け、新たに行事として行なわれるものは仮に書き加えなどし、時に応じて書き改められた。障子への染筆は、のちに能書の家として名高い世尊寺家がこれをつかさどる。古くはこの清涼殿だけではなく、摂関家の邸宅内においても年中行事の障子が立てられたという。『続群書類従』公事部にその本文である『年中行事障子文』を収める。